# Lhota (Valašské Meziříčí)
Lhota, bis 1980 Lhota u Choryně (deutsch Lhota bei Chorin, früher Lhotta) ist ein Ortsteil der Stadt Valašské Meziříčí in Tschechien. Er liegt fünf Kilometer nordwestlich von Valašské Meziříčí und gehört zum Okres Vsetín.

## Geographie
Lhota befindet sich in den Hügeln der Kelčská pahorkatina. Das Dorf liegt in der Quellmulde des Baches Lhotský potok, der nordwestlich des Ortes in den Pastevník einmündet. Südöstlich von Lhota entspringt der Bach Svinov. Im Osten erhebt sich die Strážka (424 m), südwestlich der Pastevník (420 m) und die Sedliska (414 m) sowie im Nordwesten die Choryňská stráž (375 m). 
Nachbarorte sind Střítež, Střítežík und Lhotka nad Bečvou im Norden, Za Vodou und Juřinka im Nordosten, Vrbí, Na Hrně, Hájky und Krásno nad Bečvou im Osten, Bojkov, Valašské Meziříčí, Štěpnice und Poličná im Südosten, Háje, Zavadilka, Dolní Dvůr, Vystrkov und Branky im Süden, Police und Lapač im Südwesten, Patera und Komárovice im Westen sowie Kladeruby und Choryně im Nordwesten.

## Geschichte
Das Dorf wurde wahrscheinlich von dem zwischen 1263 und 1307 nachweisbaren bischöflichen Lehnsmannen Mikuláš von Chorin gegründet. Die erste schriftliche Erwähnung von Lhotka erfolgte im Jahre 1386, als der Besitzer des Lehngutes Chorin, Michael von Chorin, nach dem Tode seines Vaters Zawisch seiner Mutter Filka 150 Pfund aus den Einkünften von Chorin und Lhota als Witwengabe überschrieb. Die Bezeichnung des Dorfes wechselte häufig. 1391 wurde es als Lhota, 1403 nach seinem vermutlichen Gründer als Mikulawsowa Lhota, 1464 als Mediocri Lhotka, 1545 als Prostřední Lhota und 1554 als Lhota Prostřední bezeichnet. Letzterer Name leitet sich daher, dass das Dorf das mittlere von vier Orten namens Lhota (Lhota nad Beczwau, Radslavova Lhota, Girzina Lhota) war. Seit dem 15. Jahrhundert waren die Herren von Ledska, die sich ab 1620 Chorynský von Ledska nannten, Besitzer der Güter. Während des Dreißigjährigen Krieges verödete die Gegend. 1654 bestand Lhota Prostřední aus acht Bauernwirtschaften und vier Häuslerstellen, weitere drei Anwesen lagen wüst. Seit 1675 war der Ortsname Lhota gebräuchlich. Im zweiten Hufenregister von 1675 sind für das Dorf 16 Anwesen erfasst, von denen zwei noch immer unbewirtschaftet waren. 1718 wurde das Dorf als Lhotta bezeichnet. Katholischer Pfarrort war bis 1785 Kelč, danach wurde das Dorf der neu errichteten Pfarre Choryně zugewiesen. Die Bewohner von Lhota lebten von der Landwirtschaft. Bis 1849 blieb Lhota immer der Herrschaft Choryně untertänig und gehörte zum Prerauer Kreis.
Nach der Aufhebung der Patrimonialherrschaften bildete Lhota ab 1850 eine Gemeinde in der Bezirkshauptmannschaft Valašské Meziříčí. Im Jahre 1872 wurde das Dorf als Lhotta bei Chorin bezeichnet, der Ortsname Lhota u Choryně ist seit 1893 nachweisbar. Daneben ist aus dem Jahre 1914 auch die nichtamtliche Bezeichnung Lhota Choryňská überliefert. Bis 1957 war Lhota nach Choryně eingeschult, danach wurden die Kinder in die Grundschule von Poličná umgeschult. Nach der Aufhebung des Okres Valašské Meziříčí wurde die Gemeinde 1960 dem Okres Vsetín zugeordnet. Am 1. Januar 1976 erfolgte die Eingemeindung von Lhota u Choryně nach Valašské Meziříčí. Der Name des Ortsteils wurde 1980 in Lhota, der Katastralbezirk trägt die Bezeichnung Lhota u Choryně. Im Jahre 1991 lebten in Lhota 185 Menschen. Beim Zensus von 2001 wurden 206 Einwohner und 62 Wohnhäuser gezählt.

## Sehenswürdigkeiten
- Kapelle am südlichen Ortsende
- Kreuz am Dorfanger